# Gloria Ferrandiz
Gloria Ferrandiz fue una actriz que nació en Uruguay en 1893 y falleció en 1978 después de una larga carrera profesional en el teatro, cine, radio y televisión argentinos.

## Trayectoria profesional
Estudió teatro en su país natal, donde egresó de la Escuela Experimental de Arte Dramático. Integrando la compañía teatral de Lola Membrives llegó a Buenos Aires y se radicó definitivamente en Argentina. Se casó con el comediógrafo y director de teatro Francisco Defilippis Novoa, fallecido luego en 1940, quien la dirigió en películas sin sonido – Flor de durazno, La loba, La vendedora de Harrod’s- y, posteriormente, en obras de teatro.
En 1926 al frente de la Compañía Argentina de Comedias Gloria Ferrandiz representó El rosal de las ruinas de Belisario Roldán y Los caminos del mundo de Francisco Defilippis Novoa bajo la dirección teatral de este último.
Con la dirección de Cecilio Madanes participó con Luisa Vehil en el elenco que representó Doña Rosita la soltera. También representó Las de Barranco  de Gregorio de Laferrère en el rol de doña María. Se recuerda asimismo que estrenó la audaz pieza Internado de señoritas,   basada en La mentira infame  de Lillian Hellman.
De su vasta trayectoria en el cine sonoro resalta La bestia debe morir dirigida en 1952 por Román Viñoly Barreto en la que participa en la escena culminante, así como el papel de doña Fe en El último perro  (1956).
También trabajó en radio, donde se recuerda que dirigió el programa a Tarde de vosotras, y en televisión, en episodios de Su comedia favorita así como en los programas El hombre que me negaron y Cuando vuelvas a mí  (1969), entre otros.

## Algunos espectáculos en los que participó
- El caballero de las espuelas de oro de Alejandro Casona
- Stéfano  de Armando Discépolo
- El gorro de cascabeles de Luigi Pirandello
- Doña Rosita la soltera de Federico García Lorca
- Las de Barranco   de Gregorio de Laferrère
- El rosal de las ruinas de Belisario Roldán
- Los caminos del mundo  de Francisco Defilippi Novoa

## Filmografía
- Operación San Antonio o Este cura     (1968) .... Doña Luisa
- El andador     (1967) .... Dona Felisa
- Dos quijotes sobre ruedas     (1966)
- Una jaula no tiene secretos     (1962)
- Esta tierra es mía     (1961)
- La procesión     (1960)
- Detrás de un largo muro     (1958) …Doña Angélica
- Dos basuras     (1958)
- Más allá del olvido     (1956) .... Sabina, ama de llaves
- El último perro     (1956) .... Doña Fe
- Estrellas de Buenos Aires     (1956)
- Luces de candilejas    (1956)
- El barro humano     (1955) …Lucía Montaña
- La pasión desnuda (1953)
- Armiño negro     (1953)
- Fin de mes     (1953)
- Un ángel sin pudor     (1953)
- Las aguas bajan turbias      (1952) .... Doña Flora
- La bestia debe morir  1952) .... Mujer de la cabaña
- El baldío     (1952)
- Esta es mi vida     (1952)
- Marido de ocasión     (1952)
- Mujeres en sombra     (1951)
- Yo soy el criminal    (1951) …Dueña de pensión
- El extraño caso del hombre y la bestia     (1951) Mujer en el cabaret
- Derecho viejo     (1951)
- Una viuda casi alegre     (1950)
- Captura recomendada      (1950) … Falsa madre
- Nacha Regules     (1950)
- Filomena Marturano     (1950)
- Mujeres que bailan     (1949) …Vecina 1
- La trampa     (1949) Sra. Salcedo
- La doctora quiere tangos     (1949)
- ¿Por qué mintió la cigüeña?      (1949)
- Un tropezón cualquiera da en la vida     (1949)…Mamá
- Con el diablo en el cuerpo     (1947)
- Las seis suegras de Barba Azul     (1945)
- 24 horas en la vida de una mujer     (1944)
- Villa Discordia    (1938)
- Internado    (1935)
- La vendedora de Harrod's   (1921)
- La loba      (1919)
- Flor de durazno (1917)

## Televisión
- El hombre que me negaron     (1970) Serie.... Canal 9
- Viernes de Pacheco: Las de Barranco.(1970) Como: Doña María. (Canal 9)
- La pícara soñadora Serie. Canal 11
- Cuando vuelvas a mí     (1969) Serie .... Nona. Canal 9
- Su comedia favorita     (1965) Serie. Canal 9
- Teatro Palmolive del aire, canal 13. (1964) teleteatro. Canal 13
- Aún nos queda la lluvia. Canal 13. (1964). Teleteatro. (La novela Odol de la tarde).Canal 13
- Un hombre encantador: Las aventuras de Landrú     (1962)  miniserie
- La salvaje     (1961)  Serie
- Al caer la noche     (1960)  miniserie